# 달의 연인: 문 러버스
《달의 연인: 문 러버스》(일본어: 月の恋人〜Moon Lovers〜 쓰키노코이비토 ~문 라바즈~[*])는 2010년 5월 10일부터 7월 5일까지 후지 TV 게츠쿠 시간대에 방송된 텔레비전 드라마로, 미치오 슈스케의 소설 《달의 연인》을 원작으로 한다.

## 개요
- 기무라 타쿠야는 《CHANGE》(2008년) 이래 2년 만에 후지 TV 연속극 주연을 맡았다. 멜로물은 《Beautiful Life~ 둘이서 있던 날들~》(TBS, 2000년) 이후 10년만이다.

- 출연진은 《파견의 품격》(NTV, 2007년) 이후 3년 만에 연속극에 출연하는 시노하라 료코, 2009년에 SMAP의 싱글 《살며시 꽉(そっと きゅっと)》의 PV에 출연한 중화민국 출신의 모델 겸 여배우인 린즈링, 영화 《라이어 게임 더·파이널 스테이지》에 출연한 마츠다 쇼타, 2009년 게츠쿠 드라마 《버저비트~ 벼랑 끝의 히어로~》의 히로인을 맡은 키타가와 케이코가 출연했다. 또한 기무라 타쿠야 주연의 드라마로는 2009년에 방송 된 TBS 《MR.BRAIN》 이후 약 1년 만이다.

- 방송 시작 날짜는 기무라 주연의 《CHANGE》와 같은 5월부터 방송되었다. 따라서 1989년 이후로 게츠구 드라마 중 총 8화의 가장 짧은 구성이 되었다. 최종회는 2시간 15분 스페셜로 방송되었으며, 최종회를 2시간 동안 방송하는 것은 게츠구 사상 최초이다.

- 원작은 미치오 슈스케가 드라마를 위해 새로 쓴 동명의 소설이다. 드라마를 위해 원작을 새로 쓰는 것은 사상 최초의 시도이다.

- 주제가는 기무라 주연의 《롱 베케이션》(1996년) 이후 14년 만에 쿠보타 토시노부가 담당했다.(게츠구 드라마 기준)

- 첫회 종료 직후에 방송된 《SMAP × SMAP》에서는 "달의 사랑 첫 방송 기념 생방송 스페셜"로, 드라마에 출연한 시노하라 료코, 린즈링, 키타가와 케이코 3명이 게스트로 등장했다.

## 줄거리
일본 내에서 급성장 중인 인테리어 회사 〈레고리스〉 사장인 하즈키 렌스케는 중국 진출을 기획한다. 렌스케가 정한 곳은 활기찬 도시 상하이. 그 곳에서 렌스케는 그를 기다리고 있던 인테리어 디자이너 니노미야 마에미, 부유한 집안에서 태어난 인기 모델 오누키 유즈키, 그리고 중국인 여성 류 슈메이를 만나게 된다. 이 세 명의 여성과 만나면서 렌스케의 인생에 전환기가 찾아온다.

## 출연진
- 하즈키 렌스케 - 키무라 타쿠야
- 니노미야 마에미 - 시노하라 료코
- 류 슈메이 - 린즈링
- 사이 가자미 - 마쓰다 쇼타
- 오누키 유즈키 - 기타가와 게이코
- 미노오카 야스노리 - 카비라 지에이
- 마에하라 츠기오 - 하마다 가쿠
- 고이즈미 키이이치 - 미카미 켄세이
- 에루카 -니시야마 마키
- 안자이 리나 - 미쓰시마 히카리
- 카사하라 유키- 나카무라 유리
- 마루야마 데쓰지 - 다케나카 나오토
- 타키자와 히카루' - 마쓰오 사토시
- 토키타 료조 - 누쿠미즈 요이치
- 민 - 아베 쓰요시
- 키지하타 토고 - 와타나베 잇케이
- 오오누키 데루모토 - 나가츠카 쿄조

### 게스트
제1화
- 류 슈메이의 어머니 - 니키 테루미
- 인근 97세의 노인 - 타카하시 마사야(제1화~2화)

제3화
- 류한양, 류 슈메이의 아버지 - 다쿠치 카즈마(제3화~4화)

제6화
- 타바타 케이 - 우도 슈세이
- 케이의 아버지 - 아라타 사에키
- 케이의 어머니 - 우지이에 메구미
- 하즈키 미치요 - 바이쇼 미츠코(제6화~7화).

제8화
- 마츠하라 준이치 - 아이시마 가즈유키
- 리 타다노리 - 조 타미야스

## 제작진
- 원작 : 미치오 슈스케 「달의 연인 Moon Lovers」(신조사)
- 각본 : 아사노 타에코, 이케가미 준야, 타카하시 미키코, 야마가미 치하루
- 각본 협력 : 후루야 오쇼(제1화), 이케가미 준야, 다카하시 미키코, 야마기미 치하루, 스즈키 마사토
- 구성 협력 : 야마가미 치하루
- 음악 : 타카미 유
- 음악 프로듀서 : 시다 히로히데
- 프로듀서 : 고토 히로유키 , 무라세 켄
- 연출 : 니시타니 히로시 , 히라노 마코토 , 이시이 유스케
- 감수 : 오자와 료스케 , 후지와라 케이스케
- 제작 : 후지 TV 드라마 제작 센터
- 제작·저작 : 후지 TV

## 음악

### 주제가
- 드라마 주제가는 일본의 R & B 가수 쿠보타 토시노부의 〈Love Rain: 사랑의 비(코이노아메)〉. 쿠보타는 이 드라마의 첫회 종료 직후에 방송 된 《SMAP × SMAP 달의 사랑 첫 방송 기념 생방송 스페셜》에서 이 곡을 첫 피로했다.

### 오리지널 사운드 트랙
극중 음악은 타카미 유가 담당했다. 2010년 7월 7일에는 포니캐년에서 오리지널 사운드 트랙 앨범이 출시되었다.
수록곡
1. Moon Lovers
2. Moon Lovers (eight dot Remix)
3. REGOLITH
4. Let's Get Movin' On
5. I'm Innocent
6. It's Still Crescent
7. 렌스케의 방황(蓮介の迷い)
8. 소금쟁이가 사는 마을(アメンボの住む町)
9. Just a Designer
10. The Wild Side
11. She is Trouble Maker
12. 복수의 등불(復讐の灯火)
13. 음모(タクラミ)
14. A Boobytrap
15. 복수의 등불(アメンボの住む町) (guitar version)
16. Four Coins
17. She Can't Hurry Love
18. Fall into a Darkness
19. Full Moon With Heavy Clouds
20. The President's Office
21. Night of New Moon
22. Moon Lovers (piano & strings version)
23. LOVE RAIN (guitar version)

## 방영일·부제·시청률
| 각화                                                      | 방송일          | 부제 | 시청률 | 참고            |
| --------------------------------------------------------- | --------------- | --- | ------ | --------------- |
| 제1화                                                     | 2010년 5월 10일 | 너를 원해 | 22.4%  | 15분 확대 방송. |
| 제2화                                                     | 2010년 5월 17일 | 있을 수 없는 키스 | 19.2%  |                 |
| 제3화                                                     | 2010년 5월 24일 | 복수의 프로포즈 | 15.6%  |                 |
| 제4화                                                     | 2010년 5월 31일 | 이렇게 좋아했었어… | 15.5%  |                 |
| 제5화                                                     | 2010년 6월 7일  | 좋아한다고 말할 수 있으면 좋을텐데                                                                                        | 17.4%  |                 |
| 제6화                                                     | 2010년 6월 14일 | 마지막 장서막·이별 | 13.4%  |                 |
| 제7화                                                     | 2010년 6월 28일 | 둘만의 동창회 | 14.4%  |                 |
| 최종화                                                    | 2010년 7월 5일  | 안녕 하즈키 렌스케! 3명의 여자에게 주는 마지막 메시지! 궁극의 러브 스토리가 맞이하는 충격의 결말! 눈물, 눈물의 엔딩에 ... | 16.2%  | 69분 확대       |
| 평균시청률 16.8% (시청률은 관동지방·비디오 리서치사 조사) |                 | |        |                 |

- 2010년 6월 21일에는 2010년 남아공 월드컵 1차 예선 포르투갈 vs 북한 중계 방송으로 결방 되었다.

### 시청률
관동지방에서의 첫회 시청률은 22.4% (순간 최고 24.5%)을 기록했다. 이것은 2010년의 민방의 연속 드라마에서는 최고이며, 2008년 7월기의 《태양과 바다의 교실》의 제1화부터 약 1년 10개월 만에 월9 범위에서 시청률이 20%를 넘었다. 한편, 평균 시청률은 16.8 %로, 기무라 타쿠야의 단독 주연 작품으로는 《안도 로이드~ AI knows LOVE?~》에 이어 낮은 시청률을 기록한 작품이다. (2013년 12월 현재).

## 관련 서적
- 《달의 연인~ Moon Lovers~ (소설)》 (미치오 슈스케)

본작의 원작 소설. 신조사, 2010년 5월 30일 발매. ISBN 978-4-10-300334-2